# Bryan Cristante
Bryan Cristante (født 3. marts 1995 i San Vito al Tagliamento) er en italiensk fodboldspiller, der spiller som midtbanespiller for Roma i den italienske Serie A.

## Karriere

### AC Milan
Bryan Cristante skiftede til A.C. Milan i 2009. Cristante startede på AC Milans ungdomshold. Han vandt bl.a. Campionato Giovanissimi Nazionali i 2010 med U/15-truppen, hvor Cristante blandt andet scorede 8 mål, og vandt Campionato Allievi Nazionali i 2011 med U/17-truppen. Han blev dermed den yngste spiller fra Milan til at deltage i UEFA Champions League og den tredjeyngste samlet set.
Cristante skrev den 4. marts 2013 under på sin første professionelle kontrakt, der løber frem til 2018. Han blev en del af førsteholdstruppen ved starten af sæsonen 2013/2014 season.
Han fik den 10. november 2013 debut for A.C. Milan i Serie A i en kamp imod Chievo Verona, hvor han blev skiftet ind i stedet for Kaká, en kamp som endte 0-0.

### S.L. Benfica
Cristante skrev den 1. september 2014 under på en femårig kontrakt med de portugisiske mestre Benfica for en transfersum på €4.84 million.

## International karriere
Bryan Cristante har (pr. december 2022) spillet 29 landskampe for det italienske landshold. Han har også optrådt for Italiens ungdomslandshold. 